# Veneraprogramma

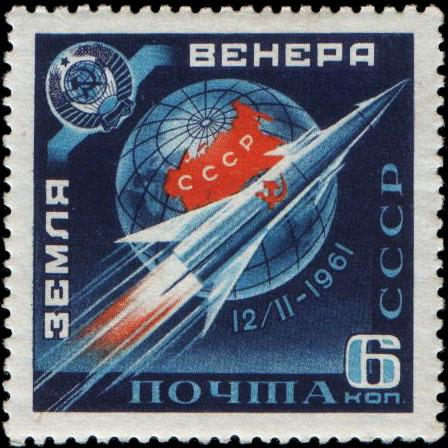
Postzegel over Venera 1

Het Veneraprogramma (Russisch: Венера (космическая программа)) was een Russisch onbemand ruimtevaartprogramma uit de vorige eeuw. Dit programma had als doel onderzoek te doen naar Venus. Deze sondes werden gelanceerd tussen 1961 en 1983.
De eerste modellen uit deze serie waren niet berekend op de erg zware omstandigheden die in de atmosfeer van Venus heersten. De astronomen beseften nog niet dat zij de luchtdruk vele malen te laag inschatten en dus gaven de eerste exemplaren die de planeet bereikten vroegtijdig de geest, voordat zij de oppervlakte van Venus bereikten. Voor die tijd mislukten diverse pogingen om Venus te bereiken.

## Russen gaven Mars op
Eind 1973 zag de Sovjet-Unie in, dat het de strijd om de eerste zachte landing op Mars van NASA zou verliezen. Naast een superieure technologie beschikten de Amerikanen over veel grotere budgetten. Na ampele overwegingen richtten de Sovjets daarom hun inspanningen volledig op Venus.

## Vele Russische primeurs op Venus

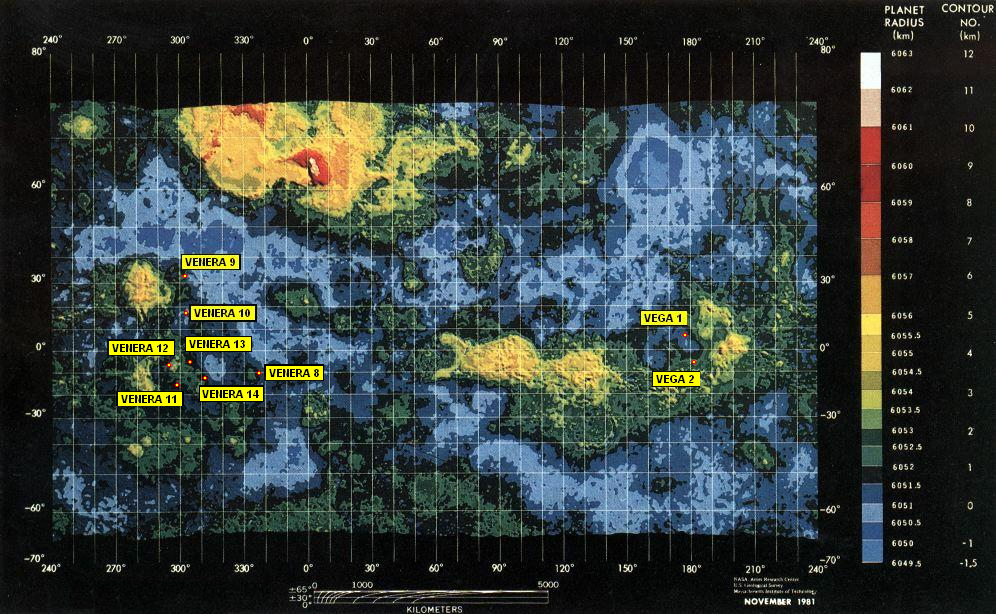
Overzicht van de Venera landingsplaatsen

Dit bleek een gouden greep, aangezien deze keus hen vele primeurs opleverde. De Amerikanen lieten de planeet Venus er in hun ruimtevaartprogramma maar een beetje bij hangen (Mars was belangrijker), waarvan de Russen profiteerden. Zo voerden de Russen de eerste (harde) landing op een andere planeet uit, deden de eerste metingen in een buitenaardse atmosfeer, maakten de eerste geslaagde zachte landing op een andere planeet en analyseerden als eerste bodemmonsters op Venus. Daarnaast haalden zij met Venera 9 de primeur binnen van de eerste foto's die vanaf het oppervlak van een andere planeet waren genomen. Weliswaar maakte hun Mars 3 enige jaren daarvoor al een geslaagde landing op Mars, maar het radiocontact werd binnen luttele minuten verbroken en op het minuscule stukje foto dat men ontving stonden geen details.

## Communicatie met de Aarde
De moederschepen uit de eerste, lichte serie verbrandden in de Venusatmosfeer. De landers van de tweede, zwaardere serie waren voor communicatie met de Aarde aangewezen op hun orbiters. Het was dus van groot belang dat deze in de juiste baan kwam. Door de zware omstandigheden op Venus functioneerden de landers slechts ruim een half uur en als men fortuinlijk was iets meer dan twee uur, maar daarna bezweken ze onder de kokende hitte en verpletterende luchtdruk. Bovendien beschikten ze slechts over een batterij die het hooguit een paar uur uithield. Sommige orbiters vlogen de planeet voorbij, anderen kwamen in een baan rond Venus; in alle gevallen onderhielden zij echter het contact met de Aarde en als de orbiter achter de horizon van de landingsplaats verdween (ongeacht of de lander dan nog signalen uitzond) verloor de vluchtleiding het radiocontact.

## Landing
Voor het ontkoppelen van de lander werd deze eerst (door een systeem aan boord van de orbiter) gekoeld tot onder het vriespunt, waarna eenmaal op Venus aangekomen een intern koelsysteem ervoor zorgde dat de lander het een uurtje of twee uithield. Tijdens de afdaling door de Venusiaanse atmosfeer mat men extreem hoge versnellingen, vervolgens gebruikte de lander parachutes die weer werden afgeworpen. Het laatste gedeelte van de afdaling remden landers uit de zwaardere serie af middels een horizontale schijf bovenaan het vaartuig. Door de dichte atmosfeer dwarrelde de bol als het ware naar beneden. Een vervormbare landingsring deed dienst als schokbreker om de laatste klap op te vangen.

## Gebruik van verschillende draagraketten
Dit programma is te splitsen in twee delen: Venera 1 t/m 8 maakten gebruik van de A-2-e Molniya draagraket. Venera 9 t/m 16 werden daarentegen gelanceerd met de veel krachtigere Proton. Daarom zijn deze aanzienlijk zwaarder. De laatste twee verkenners (Venera 15 & 16) beschikten niet over een lander, maar in plaats daarvan over een radar om, in tegenstelling tot de landers die slechts een momentopname op één locatie maakten, langdurig vanuit een omloopbaan Venus in kaart te brengen.
Daarnaast zijn er diverse mislukte lanceringen zonder officiële Venera-aanduiding. Deze werden door de Russen weggemoffeld onder een nummer in het Kosmos ruimteprogramma, zoals Kosmos 96.

## Resultaat
Zelfs het hoge aantal mislukkingen in het begin in ogenschouw nemend, is het Russische Venera-programma zeer geslaagd te noemen. Zowel de orbiters als landers leverden een schat aan wetenschappelijke informatie op. Zeker als men dit afzet tegen de zeer beperkte middelen waarmee de Russen moesten werken. De Russische ruimtevaarttechnologie was toen beslist van mindere kwaliteit dan de Amerikaanse. Bovendien mocht tegenhanger NASA maar liefst 800 miljoen dollar uitgeven aan een Vikingvlucht, terwijl de Sovjets slechts 100 miljoen roebel konden spenderen aan een Venera verkenner. Al met al slaagden zij er in, om met weinig middelen een zeer goed resultaat neer te zetten.

## Overzicht van (geslaagde)Veneralanceringen
| Nummer    | Draagraket    | Gewicht (kg)                                                   | Lanceerdatum      | Aankomst/Landing                   | Resultaten |
| --------- | ------------- | -------------------------------------------------------------- | ----------------- | ---------------------------------- | --- |
| Venera 1  | A-2-e Molniya | 643,5                                                          | 12 februari 1961  | 19 mei 1961                        | Radiocontact op 4 maart verloren op 7½ miljoen km van Aarde, Venus gepasseerd op 100.000 km.                                                                                     |
| Venera 2  | A-2-e Molniya | 963                                                            | 12 november 1965  | 27 februari 1966                   | Doel gepasseerd op 24.000 km, meteen daarna radiocontact verbroken. |
| Venera 3  | A-2-e Molniya | Totaal 960, lander 337                                         | 16 november 1965  | Harde landing op 1 maart 1966      | Radiocontact verloren op 16 februari. Primeur: eerste landing op andere planeet.                                                                                                 |
| Venera 4  | A-2-e Molniya | Totaal 1106, lander 383                                        | 12 juni 1967      | 18 oktober 1967                    | Landingscapsule bezweek op ± 25 km hoogte. Primeur: eerste meting in atmosfeer van andere planeet.                                                                               |
| Venera 5  | A-2-e Molniya | Totaal 1130, lander 405                                        | 5 januari 1969    | 16 mei 1969                        | Gedurende 53 minuten gegevens betreffende Venusiaanse atmosfeer. Capsule bezweek door hoge luchtdruk alvorens de oppervlakte werd bereikt.                                       |
| Venera 6  | A-2-e Molniya | Totaal 1130, lander 405                                        | 10 januari 1969   | 17 mei 1969                        | Gedurende 51 minuten gegevens over atmosfeer. Capsule verpletterd door luchtdruk voor bereiken oppervlakte.                                                                      |
| Venera 7  | A-2-e Molniya | Totaal 1180, lander 490                                        | 17 augustus 1970  | Zachte landing op 15 december 1970 | Gedurende 23 minuten gegevens vanaf oppervlakte. Primeur: Eerste zachte landing op andere planeet.                                                                               |
| Venera 8  | A-2-e Molniya | Totaal 1180, lander 495                                        | 27 maart 1972     | Zachte landing op 22 juli 1972     | Gedurende 50 minuten gegevens vanaf Venusoppervlak. Toonde met fotometer aan dat voldoende zonlicht het Venusoppervlak bereikte om foto's te maken.                              |
| Venera 9  | Proton        | Totaal 4936, lander 1560                                       | 8 juni 1975       | Zachte landing op 22 oktober 1975  | Gedurende 53 minuten gegevens vanaf oppervlakte. Primeur: eerste foto's van het oppervlak van Venus.                                                                             |
| Venera 10 | Proton        | Totaal 5033, orbiter 2230, lander incl. schild 1560, excl. 660 | 14 juni 1975      | Zachte landing op 25 oktober 1975  | Gedurende 65 minuten gegevens vanaf oppervlakte. |
| Venera 11 | Proton        | Totaal 4940                                                    | 9 september 1978  | Zachte landing op 25 december 1978 | Gedurende 95 minuten gegevens vanaf oppervlakte. Opnames van oppervlak en nemen bodemmonster mislukt                                                                             |
| Venera 12 | Proton        | Totaal 4940                                                    | 14 september 1978 | Zachte landing op 21 december 1978 | Gedurende 110 minuten gegevens vanaf oppervlakte. Identiek aan Venera 11, ook hier nemen van bodemmonster en foto's vanaf oppervlakte mislukt                                    |
| Venera 13 | Proton        | Totaal 4363, lander 760                                        | 30 oktober 1981   | Zachte landing op 1 maart 1982     | Gedurende 127 minuten gegevens vanaf Venusoppervlak (ontworpen op 32 minuten). Primeur: eerste analyse van bodemmonster op Venus, tevens eerste kleurenfoto's vanaf oppervlakte. |
| Venera 14 | Proton        | Totaal ??, lander 760                                          | 4 november 1981   | Zachte landing op 5 maart 1982     | Identiek aan Venera 13. Gedurende 57 minuten gegevens vanaf oppervlakte (ontworpen op 32 minuten). Analyse bodemmonster.                                                         |
| Venera 15 | Proton        | 4000                                                           | 2 juni 1983       | 10 oktober 1983                    | Gemodificeerd ontwerp van Venera 9 en 14. Gedurende acht maanden cartografie vanuit omloopbaan, geen lander.                                                                     |
| Venera 16 | Proton        | 4000                                                           | 7 juni 1983       | 11 oktober 1983                    | Identiek aan Venera 15. Gedurende acht maanden cartografie vanuit omloopbaan, geen lander.                                                                                       |

1 · 2 · 3 · 4 · 5 · 6 · 7 · 8 · 9 · 10 · 11 · 12 · 13 · 14 · 15 · 16 · Vega 1 · Vega 2